# Trần Hoài Trung
Trần Hoài Trung (sinh ngày 11/02/ 1965) tại xã Nhân Mỹ, huyện Lý Nhân, tỉnh Hà Nam ( nay là xã Nhân Hà, tỉnh Ninh Bình) là một tướng lĩnh Quân đội nhân dân Việt Nam, quân hàm Trung tướng (Phó đô đốc). Ông Nguyên là Bí thư Đảng ủy, Chính ủy Quân khu 7.

## Thân thế và sự nghiệp
Trước năm 2009, ông từng lần lượt trải qua các chức vụ Chính ủy Lữ đoàn PK 77 - Quân khu 7, Phó Trưởng phòng rồi Trưởng phòng Tuyên huấn Quân khu 7, 
Năm 2009, Ông được bổ nhiệm làm Chính ủy Sư đoàn 5- Quân khu 7.
Năm 2011, ông được bổ nhiệm làm Phó Cục trưởng Cục Tuyên huấn, Tổng cục chính trị Quân đội nhân dân Việt Nam
Tháng 9 năm 2013, ông được điều động giữ chức Phó Chủ nhiệm Chính trị Quân khu 9.
Năm 2014, bổ nhiệm Cục trưởng Cục Tuyên huấn, Tổng cục chính trị Quân đội nhân dân Việt Nam
Tháng 7 năm 2017, Trần Hoài Trung được Quân ủy Trung ương bổ nhiệm giữ chức Bí thư Đảng ủy Quân chủng, Chính ủy Quân chủng Hải quân Việt Nam.
Ngày 14 tháng 9 năm 2018, Thủ tướng Nguyễn Xuân Phúc có Quyết định số 1288/QĐ-TTg bổ nhiệm Phó Đô đốc Hải quân Trần Hoài Trung giữ chức vụ Chính ủy Quân khu 7
Ngày 20 tháng 9 năm 2018, Quân ủy Trung ương có Quyết định số 978/QĐ-TTg về việc kiện toàn Đảng ủy Quân khu 7 nhiệm kỳ 2015-2020, chỉ định Phó Đô đốc Hải quân Trần Hoài Trung, Chính ủy Quân khu 7 tham gia Đảng ủy, Ban Thường vụ, giữ chức Bí thư Đảng ủy Quân khu 7 nhiệm kỳ 2015-2020.
Ngày 26 tháng 9 năm 2018, ông bàn giao nhiệm vụ Bí thư Đảng ủy, Chính ủy Quân chủng Hải quân Việt Nam để đảm nhiệm chức vụ Chính ủy Quân khu 7
Ngày 10 tháng 10 năm 2018, Thường vụ Đảng ủy-Bộ Tư lệnh Quân khu 7 tổ chức lễ bàn giao nhiệm vụ Bí thư Đảng ủy-Chính ủy Quân khu 7 cho Phó Đô đốc Hải quân Trần Hoài Trung. Theo các quyết định, Trung tướng Võ Minh Lương, Phó Bí thư Đảng ủy, Tư lệnh Quân khu 7 bàn giao nhiệm vụ công tác Đảng của Đảng bộ Quân khu (Bí thư Đảng ủy). Thiếu tướng Nguyễn Minh Hoàng, Phó Chính ủy Quân khu 7 bàn giao nhiệm vụ và các chức vụ kiêm nhiệm của Chính ủy Quân khu 7.
Thiếu tướng (2014), Trung tướng (2018)

## Lịch sử thụ phong quân hàm
| Năm thụ phong | 2014        |              | 2018       |             |
| ------------- | ----------- | ------------ | ---------- | ----------- |
| Quân hàm      |             |              |            |             |
| Cấp bậc       | Thiếu tướng | Chuẩn Đô đốc | Phó Đô đốc | Trung tướng |